# Plattenmoos
Das Naturschutzgebiet Plattenmoos liegt auf dem Gebiet der Stadt Villingen-Schwenningen und der Gemeinde Brigachtal im Schwarzwald-Baar-Kreis in Baden-Württemberg.
Das Gebiet erstreckt sich nördlich von Tannheim, einem Stadtteil von Villingen-Schwenningen. Unweit westlich des Gebietes verläuft die Landesstraße L 181.

## Bedeutung
Das 55,9 ha große Gebiet steht seit dem 26. Juni 1986 unter der Kenn-Nummer 3.158 unter Naturschutz. Es handelt sich um ein „vielfältig gegliedertes Feuchtgebiet, ein teilabgetorftes ehemaliges Hochmoor mit großer Biotopvielfalt, die u. a. Hoch- und Übergangsmoorflächen mit Moorwäldern und Bruchwaldgebüschen, Nass- und Feuchtwiesen enthält.“